# 夏色えがおで1,2,Jump!
- ラブライブ! > μ's > 夏色えがおで1,2,Jump!
- ラブライブ! > ラブライブ!のディスコグラフィ > 夏色えがおで1,2,Jump!

「夏色えがおで1,2,Jump!」（なついろえがおでワンツージャンプ）は、μ'sの楽曲。同グループの3rdシングルとして2011年8月24日にLantisから発売された。センターは、第2回総選挙の結果により矢澤にこが務めている。キャラクターの並び順も、第2回総選挙の結果が反映されている。CDには楽曲とボイスドラマを、DVDには「夏色えがおで1,2,Jump!」のプロモーションビデオを収録している。Wジャケット仕様 になっている。

## 概要
初回生産分には「夏の思い出♥メッセージカード」が封入されている。また、法人特典として、アニメイト・ゲーマーズ・コミックとらのあなで購入すると、数量限定のアナザージャケット が商品1つにつき、1枚付属した。
本CDの発売を記念して、2011年9月3日にμ'sメンバーが全員集合したイベントが開かれ、1stライブの開催を告知した。また、カラオケパセラとのタイアップ企画も展開された。
2014年8月2日より発売開始した『一番くじ ラブライブ！ 3rdステージ』のL賞として、CMJKのリミックスによる「夏色えがおで1,2,Jump! -Waiting for Summer of love REMIX-」が収録されたCDが景品としてラインナップされた。
なお、CDの印刷物や各種媒体に記載された「夏色えがおで1,2,Jump!」の作曲者名は「近藤昭雄」となっているが、これは誤りであり、その後発売されたソロアルバムおよびベストアルバム『μ's Best Album Best Live! collection』では作曲者名が修正されている。
キャッチコピーは「μ'sと過ごす、夏の思い出を、あなたに…」。

## チャート成績
本シングルは2011年8月24日に発売されたのち、オリコンの調査によれば同年9月第1週のシングルチャートにおいて62位を記録した。以降、9月第3週までチャートインを継続させており、初回売上枚数は約1,930枚、累積売上枚数は約2,720枚と推定されている。

## 収録曲
収録内容におけるボーカル曲は太字、ボイスドラマパートは▲印で表記する。
- CD

1. 夏色えがおで1,2,Jump! [4:32]
  - 作詞：畑亜貴、作曲：奥松誠、編曲：高田暁
  - 主旋律の裏で走る別旋律やサビの部分での掛け合いなど、9人という数を活かした構成になっている[9]。
  - 畑亜貴は作詞の段階で「ジャンプするべきだ」と思っていたという[10]。
  - MVでは、後にラブライブ!虹ヶ咲学園スクールアイドル同好会の舞台となるお台場が登場した。
2. Mermaid festa vol.1 [4:01]
  - 作詞：畑亜貴、作曲：俊龍、編曲：渡辺和紀
  - 情熱的なフラメンコ風の曲。
3. 夏色えがおで1,2,Jump! (Off Vocal)
4. Mermaid festa vol.1 (Off Vocal)
5. 沖縄到着！▲ [6:48]
6. やがてPV撮影に。▲ [11:00]
7. みんなでBBQ▲ [5:55]
8. 波打ち際のパラダイス▲ [9:21]
  - 原案：公野櫻子、脚本：子安秀明、出演：μ's

- DVD

1. 夏色えがおで1,2,Jump! [5:22]
  - 夏に発売するシングルであるため、衣装はアイドルとしての定番である水着になった。内容にはギャグ要素も取り入れられている[11]。

## PVスタッフ
- 企画 - サンライズ
- 原作 - 矢立肇
- 原案 - 公野櫻子
- 絵コンテ・演出・監督 - 京極尚彦
- キャラクターデザイン - 室田雄平
- デザインワークス・作画監督 - 西田亜沙子
- 美術監督 - 徳田俊之
- セットデザイン - 高橋武之
- 色彩設計 - 横山さよ子
- CGプロデューサー - 松浦裕暁
- 3DCGI - サンジゲン
- 撮影監督 - 葛山剛士
- 編集 - 今井大介
- 音響監督 - 明田川仁
- 音楽制作 - ランティス
- 音楽プロデューサー - 斎藤滋
- プロデューサー - 平山理志、伊藤善之、高野希義
- 振付 - yumi
- 製作 - プロジェクトラブライブ!（サンライズ、ランティス、アスキー・メディアワークス）

## 収録アルバム
| 曲名                  | アルバム                                 | 発売日       | 備考           |
| --------------------- | ---------------------------------------- | ------------ | -------------- |
| 夏色えがおで1,2,Jump! | 『μ's Best Album Best Live! collection』 | 2013年1月9日 | ベストアルバム |
| Mermaid festa vol.1   | 『μ's Best Album Best Live! collection』 | 2013年1月9日 | ベストアルバム |

## カバー
YouTubeにて披露したアーティスト
| 曲名                      | 歌手                               | 公開日        | 備考                                                                   |
| ------------------------- | ---------------------------------- | ------------- | ---------------------------------------------------------------------- |
| 「夏色えがおで1,2,Jump!」 | 蓮ノ空女学院スクールアイドルクラブ | 2024年8月11日 | - 『蓮ノ空女学院スクールアイドルクラブ公式チャンネル』にて公開された。 |

### ユニットメンバー
1. 1 2  高坂穂乃果（新田恵海）、絢瀬絵里（南條愛乃）、南ことり（内田彩）、園田海未（三森すずこ）、星空凛（飯田里穂）、西木野真姫（Pile）、東條希（楠田亜衣奈）、小泉花陽（久保ユリカ）、矢澤にこ（徳井青空）
2. ↑  日野下花帆（楡井希実）、村野さやか（野中ここな）、乙宗梢（花宮初奈）、夕霧綴理（佐々木琴子）、大沢瑠璃乃（菅叶和）、藤島慈（月音こな）、百生吟子（櫻井陽菜）、徒町小鈴（葉山風花）、安養寺姫芽（来栖りん）